# فارس بهلولي
فارس بهلولي (بالفرنسية: Farès Bahlouli)‏ هو لاعب كرة قدم فرنسي في مركز الوسط المهاجم ولد في يوم 8 أبريل 1995 في مدينة ليون في فرنسا، يلعب حالياً مع نادي ليل وسبق له اللعب مع نادي ليون ونادي موناكو وستاندر دي لييج، لعب مع منتخب فرنسا للفئات العمرية تحت 18 و21 سنة ويبلغ طوله 181 سم.

## روابط خارجية
- فارس بهلولي على موقع اتحاد أوكرانيا (الإنجليزية)
- فارس بهلولي على موقع رابطة كرة القدم الفرنسية للمحترفين (الإنجليزية)
- فارس بهلولي على موقع قاعدة بيانات كرة القدم.إي يو (الإنجليزية)
- فارس بهلولي على موقع ليكيب (الفرنسية)
- فارس بهلولي على موقع Soccerbase.com (لاعب) (الإنجليزية)
- فارس بهلولي على موقع Soccerway.com (الإنجليزية)
- فارس بهلولي على موقع عالم كرة القدم.نت (الإنجليزية)
- فارس بهلولي على موقع AS.com (الإسبانية)